# Amphianthus rosaceus
Amphianthus rosaceus is een zeeanemonensoort uit de familie Hormathiidae.
Amphianthus rosaceus is voor het eerst wetenschappelijk beschreven door Wassilieff in 1908.